# Cửa ô Hà Nội

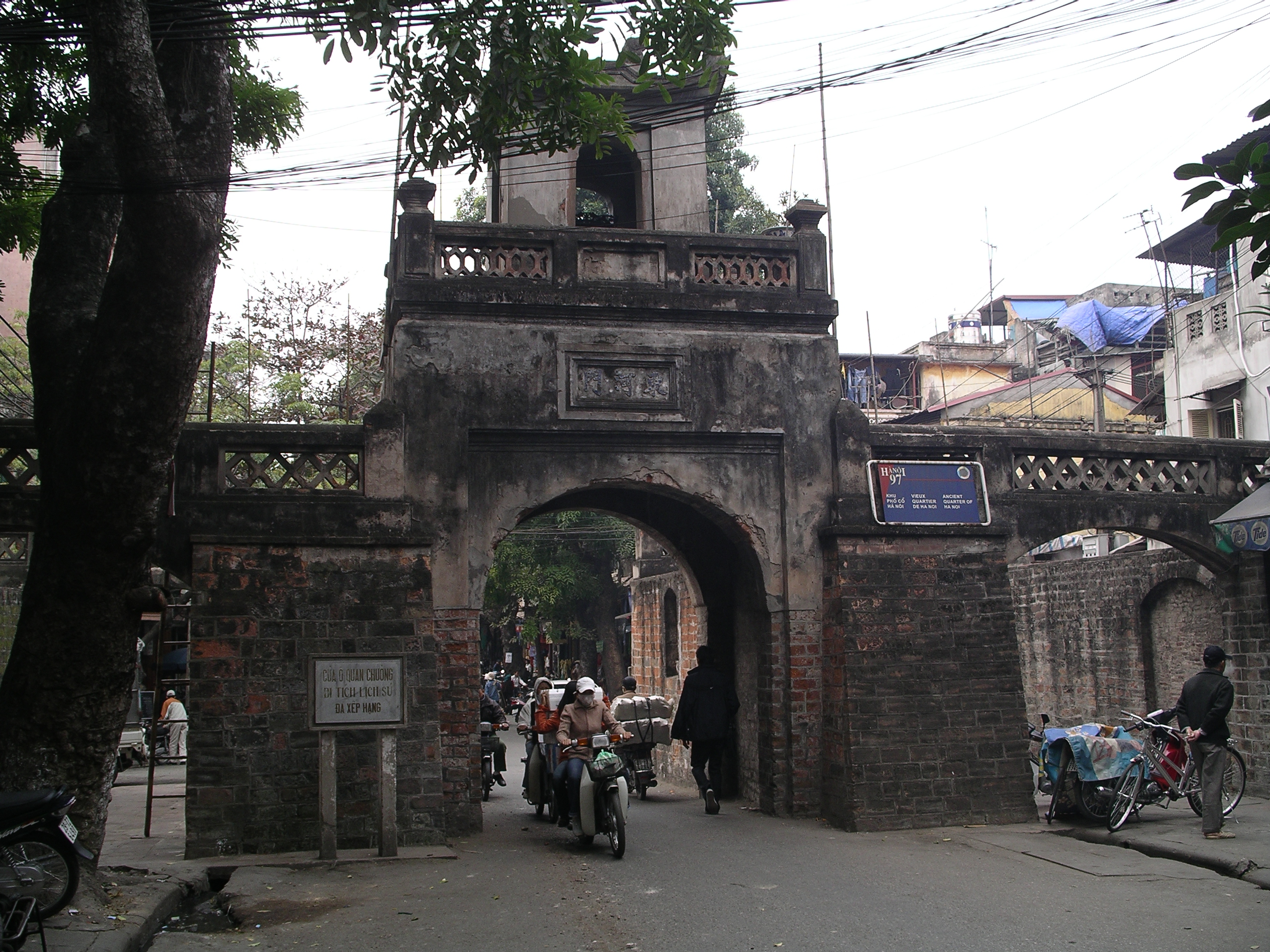
Cửa ô Quan Chưởng

Theo sách Bắc thành dư địa chí soạn hồi đầu thế kỷ 19, Hà Nội có 21 cửa ô. Nhưng sách này không liệt kê tên đầy đủ.

## Các cửa ô của Tòa thành Thăng Long
Bản đồ Tòa thành Hà Nội (thành đất), do hai ông Lê Đức Lộc và Nguyễn Công Tiến dựng năm 1831, có ghi vị trí và tên 16 cửa ô. Bản đồ Tỉnh thành Hà Nội vẽ năm 1866 đời Tự Đức chỉ còn 15 cửa ô, không còn ô Nhân Hòa.
Thời xưa, đây là các cửa ra vào kinh thành. Ban đêm, tại các cửa ô đều có tuần phiên canh gác, kiểm soát sự ra vào kinh thành.
Phần lớn các cửa ô đều thông ra sông Hồng và sông Tô Lịch: ở phía tây có 2 cửa, phía nam có 3 cửa, ra sông Hồng có 11 cửa. Lý do là thời đó đường giao thông nối Thăng Long với các vùng khác chủ yếu là đường sông, dọc sông Hồng có nhiều bến, phố xá đông đúc, nhiều hiệu buôn lớn của người Việt và người nước ngoài tập trung buôn bán.
| Tên chữ        | Tên nôm       | Địa điểm hiện nay                                                                          | Đổi tên                            |
| -------------- | ------------- | ------------------------------------------------------------------------------------------ | ---------------------------------- |
| Yên Hoa        |               | ngã ba đê Yên Phụ - đường Thanh Niên                                                       | sau đổi thành Yên Phụ              |
| Yên Tĩnh       | ô Hàng Than   | ngã ba đê Yên Phụ - Cửa Bắc                                                                | sau thành Yên Định, rồi Yên Ninh   |
| Thạch Khối     |               | đầu dốc Hàng Than                                                                          | sau thành Nghĩa Lập                |
| Phúc Lâm       | ô Hàng Đậu    | đầu phố Hàng Đậu                                                                           | sau thành Tiền Trung               |
| Nguyên Khiết   | ô Hàng Khoai  | đầu phố Hàng Khoai                                                                         |                                    |
| Đông Hà (東河) | ô Quan Chưởng | phố ô Quan Chưởng                                                                          |                                    |
| Trừng Thanh    |               | khoảng mé phải nhà tắm công cộng Chợ Gạo cũ                                                |                                    |
| Mỹ Lộc         |               | ngã ba đường Trần Quang Khải - Hàng Mắm                                                    |                                    |
| Đông An        |               | ngã ba Trần Quang Khải - Hàng Thùng                                                        |                                    |
| Tây Luông      | ô Tràng Tiền  | Nhà hát Lớn Hà Nội                                                                         | sau thành Trường Long, rồi Cựu Lâu |
| Nhân Hoà       |               | ngã ba Trần Quang Khải - Trần Hưng Đạo                                                     | sau không còn                      |
| Thanh Lãng     | ô Đống Mác    | ngã tư Lò Đúc - Trần Khát Chân                                                             | sau thành Lãng Yên                 |
| Yên Ninh       | ô Cầu Dền     | ngã tư phố Huế - Đại Cồ Việt                                                               | sau thành Thịnh Yên                |
| Kim Hoa        | ô Đồng Lầm    | ngã tư đường Giải Phóng - Đại Cồ Việt                                                      | Kim Liên                           |
| Thịnh Quang    | ô Chợ Dừa     | ngã năm các phố Đê La Thành, Tôn Đức Thắng, Nguyễn Lương Bằng, Khâm Thiên và phố Ô Chợ Dừa | Thịnh Hào                          |
| Thanh Bảo      | ô Cầu Giấy    | phố Thanh Bảo, chỗ giao với phố Sơn Tây                                                    |                                    |
| Thuỵ Chương    | ô Quán Thánh  | khoảng vườn hoa Tây Hồ ở đầu đường Hoàng Hoa Thám                                          |                                    |

Đến nay, chỉ còn sót lại duy nhất cửa ô Quan Chưởng. Các địa danh nay còn được dùng là ô Yên Phụ, ô Quan Chưởng, ô Đống Mác, ô Cầu Dền, ô Đồng Lầm, ô Chợ Dừa.